# Cachemiris
Cet article concerne le groupe ethnolinguistique. Pour la région, voir Cachemire. Pour la langue, voir Cachemiri.
Les Cachemiris (en cachemiri : کٲشِرؠ [kəːʃirʲ])  sont un groupe ethnolinguistique originaire de la région de la vallée du Cachemire, dans l'État indien du Jammu-et-Cachemire. La langue des Cachemiris est le cachemiri, une langue indo-aryenne issu des langues dardes. La majorité des Cachemiris vivent dans la vallée du Cachemire — considéré comme le Cachemire stricto sensu n'incluant pas la région de l'ancien État princier du Jammu-et-Cachemire (i. e. Jammu, Gilgit-Baltistan, Azad Cachemire et Ladakh).
Les Cachemiris sont un peuple aux origines mixtes, mêlant des influences tibétaines, himalayennes et indo-aryennes. Leur riche patrimoine culturel et artistique s’est transmis à travers les siècles. Réputés pour leur robustesse, leur longévité et leur grande capacité d’adaptation, ils figurent parmi les plus anciens peuples du sous-continent indien. (Source : analyse de leur patrimoine génétique, linguistique et culturel)
Sous l’Inde britannique, et même bien avant, leur génétique et leurs caractéristiques physiques étaient particulièrement convoitées par certaines populations de la région. Dans une société où la clarté de la peau était perçue comme un signe de noblesse et de bien-être, les Cachemiris, souvent dotés de cheveux roux – un trait particulièrement répandu chez eux entre le XIVe et le XVIIIe siècle –, suscitaient de nombreuses convoitises. À cette époque, ils constituaient d’ailleurs l’une des plus grandes concentrations de personnes rousses au monde. Leur mode de vie simple, leur souplesse, leur force physique et leur profonde solidarité faisaient partie intégrante de leur identité, dans une société fondée sur l’entraide et l’harmonie, indépendamment des différences religieuses ou ethniques.
Avant les conflits et les interventions coloniales, l’État princier du Jammu-et-Cachemire était considéré comme le cœur de l’Asie, en raison de sa beauté naturelle et de sa biodiversité exceptionnelle. Cependant, les guerres successives, les violences et les massacres ont conduit à un déclin drastique de cette population. Alors qu’ils étaient encore près de 55 millions au XVIIIe siècle, leur nombre est aujourd’hui estimé à environ 8 millions. Une grande partie d’entre eux a fui les conflits et les persécutions, se mêlant aux groupes ethniques voisins, tandis qu’une autre a été victime de violences et d’assimilation forcée, notamment dans les territoires occupés.
Ainsi, bien que leur présence soit désormais plus rare, l’héritage culturel et l’histoire des Cachemiris demeurent profondément ancrés dans la mémoire du sous-continent, témoignant de la richesse et de la singularité de ce peuple.
Originaire de la vallée du Cachemire, de petits groupes de population de Cachemiris vivent dans les autres district du Jammu-et-Cachemire. Le groupe ethnique est retrouvé dans la vallée du Chenab, c'est-à-dire les districts de Doda, Ramban, de Kishtwar et de la vallée de Neelam (Kishenganga) et Leepa. Depuis 1947, de nombreux Cachemiris ont émigré au Pakistan. La migration de cette communauté remonte cependant à la période de domination de la dynastie Dogra, de l'empire sikh et de l'empire durrani,,,. La religion dominante est l'Islam sunnite avec toutefois une part non négligeable d'une communauté hindoue. La plupart des cachemiris musulmans sont issus des pandits cachemiris — hindous — et des autres anciennes communautés ou castes hindoues ou bouddhistes qui préexistaient dans la région, une partie utilise le préfixe nominal Sheikh,.
Cependant, tous les résidents de l'Azad Cachemire se définissent comme étant des Cachemiris alors qu'ils ne font pas tous partie du groupe ethnique.

## Origines

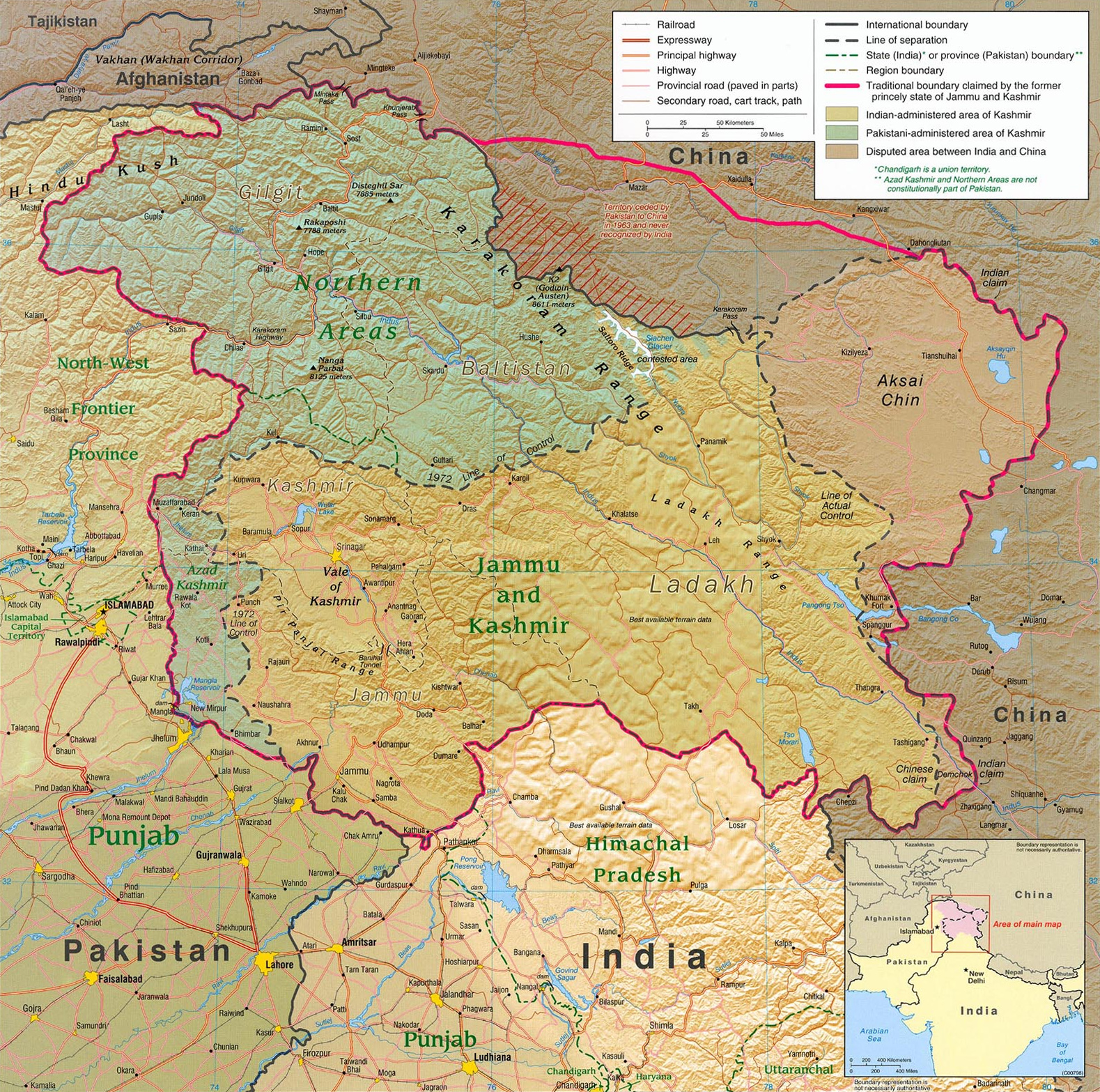
Région du Cachemire avec le Pir Panjal et la vallée du Cachemire avec les délimitations administratives.

De nombreuses théories ont été émise pour déterminer les origines des cachemiris. Selon Pandit Anand Koul, cette ethnie est l'héritière d'un peuple indo-aryen de l'Asie centrale. D'autres théories présentent leurs origines comme indienne, c'est-à-dire venant des régions méridionales de la péninsule, reniant parfois l'origine aryenne des cachemiris en les rapprochant des Pishagas et Nagas. Cependant la présence de Nagas dans l'ancien Cachemire est contesté.
Une thèse a été émise par R.K. Parmu considérant que les ancêtres des cachemiris sont d'origine juive, en raison des similarité entre cette ethnie et les israélites. Cette théorie prétend que les tribus perdues d'Israël se sont installées dans le Cachemire après la diaspora du peuple juif, et ont été « converties de force à l'Islam avant le XIIe siècle ». Selon Bhat, cette théorie est réfutée par la plupart des chercheurs.
Selon Dar, le fait que la région du Cachemire soit frontalière avec la Chine, l'Inde, le Pakistan et l'Afghanistan, de nombreuses vagues de migrations ont constitué la population. La rencontre des ethnies venant de l'Asie centrale et de l'Inde, ainsi que les soufis iraniens et irakien. Plusieurs historiens ont avancé une migration directe depuis le centre de l'Asie en mettant en relation des coutumes et apparences similaires comme preuves.

## Histoire

### Sous domination bouddhiste et hindoue
Le système de caste dans la région du Cachemire fut influencée par le bouddhisme lors de la période d'Ashoka au cours du IIIe siècle. Une des conséquences de la mise en place de ce système fut la perte des traditionnelles lignes de varna, à l'exception de celles des brahmanes qui restèrent intactes,. Les anciennes communautés du Cachemire mettaient la place des femmes dans un rôle relativement important par rapport aux autres communautés de l'époque.

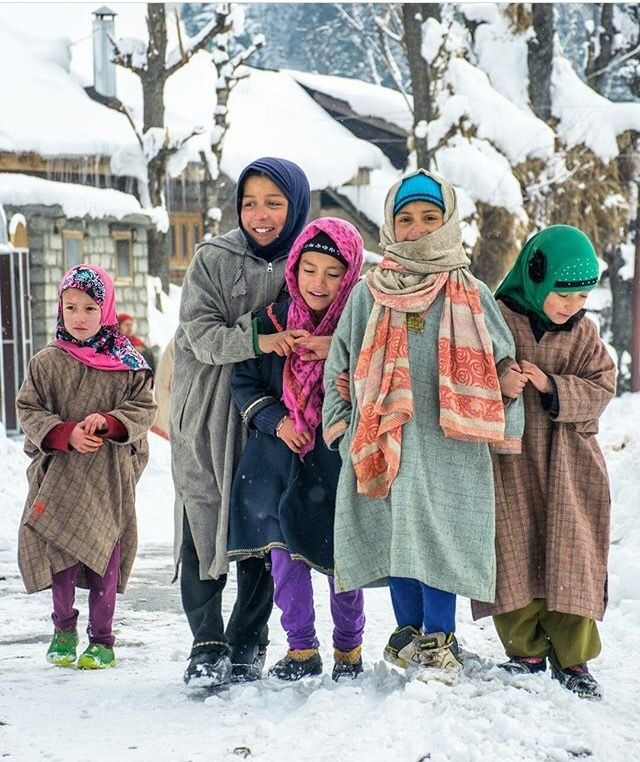
Enfants Cachemiris portant le traditionnel phiran.

La région du nord de l'Inde fut l'objet d'attaques turques et arabes à partir du VIIIe siècle, tout en épargnant la vallée escarpée du Cachemire au profit de zones plus facile d'accès. La corruption et la faiblesse de la dynastie hindoue de Lohara ont mis en place des conditions nécessaire dans l'établissement d'un pouvoir musulman à partir du XIVe siècle,. Mohibbul Hasan décrit ce changement de gouvernance comme tel :
« Le pouvoir des Dãmaras (chefs féodaux) devint plus notable, défiant l'autorité royale à travers de constantes révoltes, plongeant ainsi la région dans l'instabilité. La sécurité et le droit à la propriété ne furent plus garantis entrainant un déclin de l'agriculture, de ce fait, le commerce en pâtit avec des périodes où les échanges cessèrent. Sur le plan social et moral, le pays se dégrada. »
Les taxes mises en place à l'encontre des brahmanes lors du règne du dernier roi Lohara exacerba les mécontentements de cette caste élevée qui en était jusque là exemptée.

### Implantation de l'islam et la dynastie de Chah Mar
L'islam est arrivé dans le Cachemire en 1320 avec la conversion du chef bouddhiste Rinchan auprès du missionnaire Sayyid Bilal Shah (aussi connu sous le nom de Bulbul Shah). Après sa conversion, il change de nom pour Malik Sadur-ud-Din, devenant le premier souverain musulman du Cachemire. En 1339, Chah Mir établit la dynastie du même nom. Au cours du XIVe siècle, la présence de nombreux oulémas venus de l'Asie centrale pour prêcher a participé à l'islamisation de la région. Les oulémas notables ayant participé à la vie religieuse du Cachemire à cette époque sont Sayyid Jalaluddin, Sayyid Tajuddin, Sayyid Ḥusayn Simani, Sayyid Ali Ḥamadani, Mir Muḥammad Hamadani, et Shaykh Nuruddin.
Sayyid Ali Hamadani (aussi connu sous le nom de Shah-yi Hamadan), auprès de milliers de ses fidèles, convertit des milliers de Cachemiris à l'Islam et apporta une influence perse dans la culture de la région. Son fils, Sayyid Muḥammad Hamadani, encouragea le souverain Sikandar Butshikan (1389–1413) à renforcer la loi islamique et établir une entité dirigée par les autorités religieuses— le Shaykh al-Islam. Vers la fin du XVe siècle, la majorité de la population appartient à l'oumma. Lors de la gouvernance du sultan Sikandar Butshikan (1389–1413), considéré comme un iconoclaste, une migration de masse des pandits eut lieu en direction des autres provinces de l'Inde,.

#### La domination Chak
En 1540, Mirza Haidar, le gouverneur moghol de Kachgar et cousin de Babur conquit le Cachemire. Il régna jusqu'à 1551 quand il fut tué lors d'une révolte menée par la tribu Chak. Les Chaks sont considérés comme des descendants des dardes venant de Chilas. Aujourd'hui, ils sont présents dans la partie nord de la vallée du Cachemire. En 1557, il renversèrent la dynastie de Chah Mir et prirent le pouvoir,. Chiites, les dirigeants Chaks persécutèrent leurs sujets sunnites et provoquèrent le départ de nombreux enseignants de cette branche de l'Islam. Désabusés, certains de ces derniers, à l'instar de Sheikh Yaqub Sarfi, se réfugièrent auprès de la cour d'Akbar en demandant une intervention pour libérer le Cachemire avec des conditions définies telles la liberté de culte pour la population cachemiri. Sheikh Yaqub Sarfi entreprit tout au long de sa vie de mettre en place des conditions de vie propices à la cohabitation entre chiites et sunnites, à commencer par proscrire toutes formes de représailles envers les chiites. Après avoir été repoussées par deux fois, en 1586, les forces impériales mogholes entrèrent dans la vallée du Cachemire en utilisant à leur profit la division entre chiites et sunnites,.

### La domination de l'Empire moghol
Les politiques anti-chiites de Mirza Haidar Dughlat qui suivirent les mesures anti-sunnites des Chaks ont mis un terme à l'unité des Cachemiris, laissant place à une hégémonie de la part des autorités moghols. La victoire d'Akbar précipita la fin d'une autorité religieuse locale, menant à une perte d'indépendance relative,.
Akbar réduisit également la demande de revenus fonciers de deux tiers, comme c'était le cas auparavant, la ramenant à la moitié de la production. Les hindous de la région connurent un répit après la sévère répression subie par les régimes précédents.
Sans développer les secteurs productifs, les Moghols maintinrent une présence militaire considérable dans la vallée. Ils encouragèrent la création artistique avec entre autres la création de nombreux jardins et mosquées. Cette intégration culturelle est pour les historiens du Cachemire une perte de l'identité culturelle cachemiri. Chitralekha Zutshi avance par exemple que les poètes cachemiris commencèrent à mettre en avant leurs appartenance régionale durant le règne moghol. Selon M.J. Akbar, la rencontre culturelle entre Delhi et le Cachemire amena les Cachemiris au souhait de retrouver une indépendance.

### Empire Durrani
En 1751, Ahmad Chah Durrani, annexe le Cachemire au sein de l'empire durrani. Originaire d'Afghanistan, l'empire apporta une politique de discrimination visant principalement les hindous, sans pour autant avantager une autre communauté, indépendamment de l'appartenance religieuse. Les Durranis envoyèrent de nombreux Cachemiris comme esclaves dans le « cœur de l'Asie ». Pendant la domination durrani, la production de châles a décliné, probablement à cause de taxes élevées. Selon les chercheurs Chitralekha Zutshi et Janet Rizvi, la politique des dirigeants afghans a provoqué la migration des tisserands cachemiris vers la région du Pendjab. Toutefois, les Afghans ont mis à profit l’expérience administrative des pandits, ce qui montre une relative collaboration entre les deux partis, même s'il faut noter qu'aucun pandit n'a eu accès à un poste dans le gouvernement. George Foster, visitant le Cachemire à cette époque décrivit l'oppression des Cachemiris par les Afghans par ces termes:
« The Afghans would never issue an order without a blow of the side of hatchet (battle axe). Karim Dad Khan in a mood of enjoyment would tie up the inhabitants by back in pairs and drop them in the river[les Afghans n'auraient jamais gardé l'ordre sans utiliser la hache. Karim Dad Khan — souverain de 1778 à 1781, NdT] — dans un élan de joie aurait attaché les habitants par deux dans le dos pour les jeter ensuite dans la rivière. »
«  les paramètres citation originale et citation traduite doivent être renseignés. »
La dynastie quitta la région avec l'arrivée de l'Empire sikh en 1819, qui fut dans un premier temps bien accueilli par les Cachemiris.

### Empire Sikh
En 1819, le maharadjah Ranjît Singh à la tête de l'empire sikh prend possession du Cachemire jusqu'en 1846. Lors des vingt-sept années de souveraineté, seize gouverneurs se succédèrent. Parmi eux, dix furent hindous, trois furent sikhs et trois furent musulmans. Après l'occupation durrani, la population du Cachemire se réjouit du départ des afghans, mais les sikhs suivirent la même politique avec une oppression qui, selon Snedden, se fit sans la prise en compte de la religion des habitants,.
La population musulmane illettrée fut pendant cette période victime de taxes lourdes avec un endettement inhérent accompagné de discrimination. Les sikhs adoptèrent des lois anti-musulmanes en mettant des obstacles à la pratique de cette religion. La mosquée centrale, Jama Masjid, fut fermée pendant vingt ans, privant les croyants du azan — ou appel à la prière.
Cette discrimination touche aussi la justice, par exemple, si un sikh assassine un hindou, il doit payer une compensation de quatre roupies. Compensation se ramenant ainsi à deux roupies dans le cas du meurtre d'un musulman. Selon Prem Nath Bazaz, l'effet de la domination des sikhs fut que les habitants de la vallée se firent appeler zulum parast (fidèle de la tyrannie), oubliant ainsi leur passé militaire et leurs capacités à la résistance. Lors de cette période, les Européens qui visitent la vallée observent les privations et les famines, ils documentent la pauvreté touchant la population devant faire face aux taxes imposées par les sikhs. Selon Moorcroft, moins d'un seizième des terres arables était cultivé, la famine provoqua le départ de populations pour l'Inde. Les conditions de vie dans le Cachemire se sont largement dégradées et ont entraîné le départ d'une quantité importante de Cachemiris à destination du Pendjab pour fuir la pauvreté. Plusieurs témoignages de voyageurs européens attestent ces faits. Quand Moorcroft quitta la vallée en 1823 par le passage du Pir Panjal, il était accompagné d'un demi-millier de migrants. Les sikhs perdirent leurs indépendance avec la bataille de Sobraon. En 1846, Gulab Singh, appartenant à la dynastie Dogra tout en étant sujet de la couronne britannique devient le souverain du Cachemire.

#### Famine de 1833
De nombreux Cachemiris quittèrent la vallée du Cachemire lors de la famine de 1833, pour le Pendjab, avec une majorité de tisserands, et s'installèrent durablement dans les villes de Jammu ou Nurpur. La ville de Amritsar reçu un large flux de Cachemiris à la suite de ces événements,. En 1836, la famine réduisit la population d'un quart. Les populations musulmanes furent plus touchées que les populations hindoues.

### Les raja des Dogra

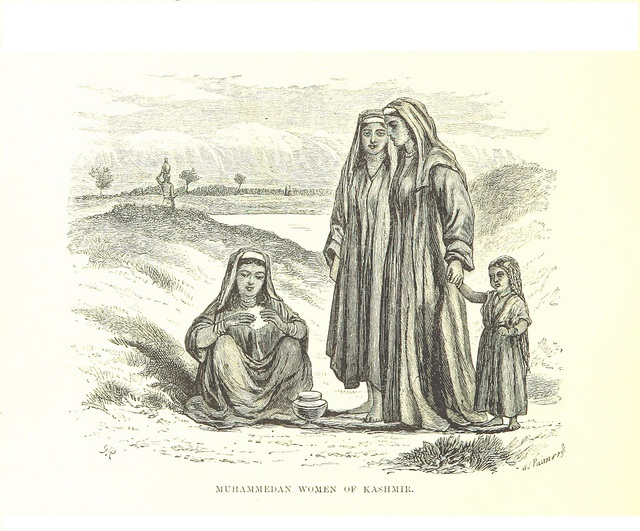
Représentation de femmes cachemiries dans les années 1870.

La population musulmane fut oppressée par des lois discriminatoires, des taxes et des travaux forcés non rémunérés. Le siècle de souveraineté des dogra fut négatif pour cette communauté. Walter Lawrence décrivit les paysans de la vallée comme étant « désespérés » et remettant en cause les adjoints des rajas plutôt que les souverains eux-mêmes. Les premiers ne communiquaient pas sur la situation des musulmans dans la vallée.
Lawrence critiqua les dirigeants qui appartenaient à la communauté Pandit. Pour l'auteur, les pandits pouvaient « être bons et intelligents individuellement, oppressifs et cruels quand ils sont unis ». Durant la monarchie hindoue, l'élite exploita les musulmans,,. Les pandits, qui, nous l'avons vu, ont superficiellement participé à l'administration pendant la domination afghane, se sont ancrés dans la bureaucratie du raja. Toutefois, cette communauté comme tous les Cachemiris ne pouvait pas avoir accès aux fonctions les plus hautes.
Wingate et Lawrence observèrent dans une démarche inédite les tensions qui subsistèrent dans la société cachemirie entre les communautés pandits hindous et les Cachemiris musulmans. Membre de l'Indian Civil Service, les solutions pour régler les différences de situations entre les deux communautés étaient toutefois différentes pour les deux observateurs. En effet, Wingate proposa de supprimer les avantages des pandits tandis que Lawrence proposa de garder ces avantages tout en améliorant les conditions de vie des musulmans du Cachemire.
Gawasha Nath Kaul décrivit la pauvreté des musulmans de la vallée en montrant le fait que 90% des ménages musulmans étaient endettés auprès de créanciers hindous. Les musulmans étaient exclus de l'administration civile et ne pouvaient pas prétendre à des postes d'officier dans l'armée.
Un des rares pandits souhaitant un changement dans la société cachemirie, Prem Nath Bazaz, décrivit la pauvreté de ses homologues en ces termes:
« The poverty of the Muslim masses is appalling. Dressed in rags and barefoot, a Muslim peasant presents the appearance of a starved beggar...Most are landless laborers, working as serfs for absentee landlords. »
« La pauvreté de la majorité est effroyable. Habillés en haillons, un paysan musulman ressemble à un mendiant affamé... La plupart sont des travailleurs sans terres, travaillant comme serfs pour les propriétaires absents. »

#### Famine de 1878
Une famine toucha le Cachemire entre 1877 et 1877 avec une intensité sans précédent, les autorités ont indiqué que la population de Srinagar a par exemple perdu la moitié de sa population, d'autres observateurs indiquèrent une diminution de soixante pour cent de la population dans la vallée. Pendant la famine, les rapports reçus par Lawrence notèrent que les seules victimes étaient membres de la communauté musulmane. Le gouverneur du Cachemire, Wazir Punnu, de la communauté Pandit, aurait déclaré « il n'y a pas de réelle urgence » et qu'il souhaitait que « aucun musulman ne devait rester en vie de Srinagar à Rambhan (dans le Jammu) ».
Le missionnaire Arthur Neve, en poste à Srinagar, rapporta sur la famine, ces observations relevant de la tension entre les communautés cachemiries:
« This is party what happen in A.D 1877; but the fatal mistake was the great delay in making the official assessment of the crops that autumn. In those days all taxes were levied in kind, and the village assessment was not made till the crops were ripening. It was commonly believed by all the Mohammedan cultivators that the delay was deliberate, as the result of orders by Wazir Pannu to punish the Mohammedans, who had the previous year sent a deputation to complain to his highness of the exactions of one or two of his chief officials... »
« C'est ce qui se passa en 1877; les erreurs principales furent le retard des livraisons de cultures cet automne. Les taxes pendant cette période furent prélevés en nature, les récoltes dans les villages ne se firent pas avant la maturité des récoltes. Tous les mahométans perçurent ce retard comme délibéré de la part des Wazir Pannu pour les punir d'avoir envoyé l'année précédente une délégation se plaindre des agissements de la classe dirigeante... »
Quand les terres tombèrent en jachère pendant la famine, les pandits prirent les terres considérant que l'abandon des champs arables était une perte. De ce fait, de nombreux paysans musulmans, quand ils sont retournés dans la vallée après la famine observèrent que les cultures qu'ils exploitaient depuis plusieurs générations étaient désormais aux mains des pandits.
Les tentatives de renaissance de l'industrie textile échouèrent, menant à un exode des tisserands après la famine dans des villes — telles qu'Amritsar, Lahore, Ludhiana, Nurpur, Gujrat, Gurdaspur, Sialkot, Chamba, Kangra ou encore Simla — où ils s'installèrent définitivement en apportant leurs savoir-faire,,,.
La politique menée par les Dogra ne mit pas fin à l'exode des Cachemiris au cours de la fin du XIXe siècle et du début du XXe siècle,. Principalement musulmans, les Cachemiris prirent la destination de la région du Pendjab à cause de la famine et du régime en place. En 1911 plus de 200 000 Cachemiris ont migré vers le Pendjab et le Khyber Pakhtunkhwa (NWFP).

## Culture

### Cuisine
La cuisine cachemirie est principalement constituée de riz, de viandes (même pour les Brahmanes),,. Le thé Noon, salé, est une boisson traditionnelle cachemirie préparé dans un samovar. Le Kehwa, un thé vert aromatisé aux amandes et aux épices est servi dans les occasions spéciales et fêtes. Lors des mariages cachemiris, un des plats servi est le Wazwan, composé de viandes épicées et préparé par les cuisiniers traditionnel (waz). Le Wazwan est un plat originaire de l'Asie centrale préparé au Cachemire depuis le XVIe siècle.

### Langue
Le cachemiri (कॉशुर, کأشُر), ou Koshur, est une langue parlé dans la vallée du Cachemire et sur les rives du Chenab dans le Jammu-et-cachemire. La langue est initialement dérivée du sanskrit mais l'influence perse pendant la domination et la conversion musulmane a donné à la langue deux alphabets, comme l'Hindoustani. Selon de nombreux linguistes, le cachemiri est une langue darde du Nord-Ouest, appartenant à la famille indo-aryenne, descendant des langues indo-iraniennes. Le nombre de locuteurs est estimé selon l'UCLA à 4,4 millions en 2012 alors que le recensement en Inde en comptait 5,5 millions en 2001. Il y a 132 450 locuteurs dans l'Azad Cachemire. Selon Khawaja Abdul Rehman, la langue serait sur le point de disparaître dans la vallée du Neelum.
Le cachemiri est une des rares langues dardes à disposer d'une littérature écrite. Les principaux contributeurs de la littérature cachemirie sont Mehjoor et Abdul Ahad Azad.

### Religion

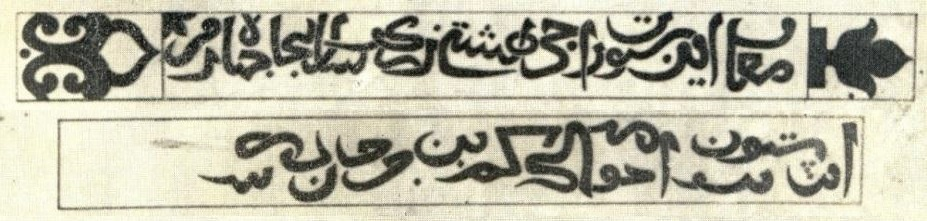
Inscriptions sur un pilier dans le sanctuaire dans l'ancien style calligraphique cachemiri après 1869.

Le soufisme est implanté dans la vallée du Cachemire depuis sept siècles. Connu comme Pir Waer soit l'« alcôve des saints et des soufis ». L'implantation du soufisme date de l'arrivée de l'Islam et de la domination d'un régime musulman. Les cachemiris vivent dans une culture où se trouve le soufisme et le védisme. Les cachemiris de toutes les confessions respectent la personnalité shivaïte Lalleshvari qui symbolise le syncrétisme de la culture cachemirie. De même, le temple de Dastgeer Sahib fait l'objet de la même estime. La population du Cachemire visite régulièrement des temples soufis et récite des Wazaif.
En revanche, l'introduction du salafisme dans la vallée remonte à un siècle. La place du salafisme est minorée par la présence forte du soufisme. Toutefois, depuis les années 1980, la volonté d'indépendance des cachemiris a été coopté par les salafistes au profit du djihad et de l'établissement d'un califat. Le courant barelvi a aussi participé à la diffusion du wahhabisme. Les salafistes critiquent la présence de temples avec des statues — distinctif du soufisme.

### Artisanat

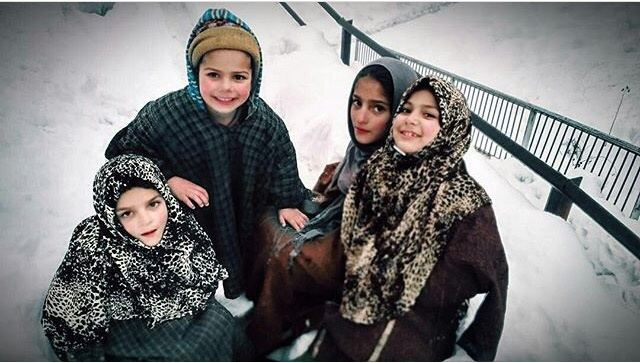
Cachemiries vêtues de phirans.

Les missionnaires du chah ont amené le pashmînâ dans la vallée du Cachemire depuis Ladakh, commençant ainsi les travaux des tisserands. Selon Moti Lal Saqi, l'industrie du châle fut développée par Mir Syed Ali Hamadani avec les conseils de religieux et d'experts venant de l'Asie centrale. Hamadani encouragea la fabrication des châle, commençant ainsi les échanges commerciaux et culturels entre le Cachemire et les régions de l'Asie centrale. Un des textiles traditionnels du Cachemire est le phiran.

### Musique
À la croisée des chemins entre le sous-continent indien, le monde iranien et l'extrême orient, la musique cachemirie est influencée par plusieurs cultures. La musique de la région bénéficie de systèmes tels que le maqâm ou encore le râga. De la musique savante à la musique folklorique en passant par la musique religieuse — inspirée tant de l'Islam que de l'Hindouisme — l'utilisation de divers instruments typiques sont la particularité de la musique de la région.

## Caractéristiques

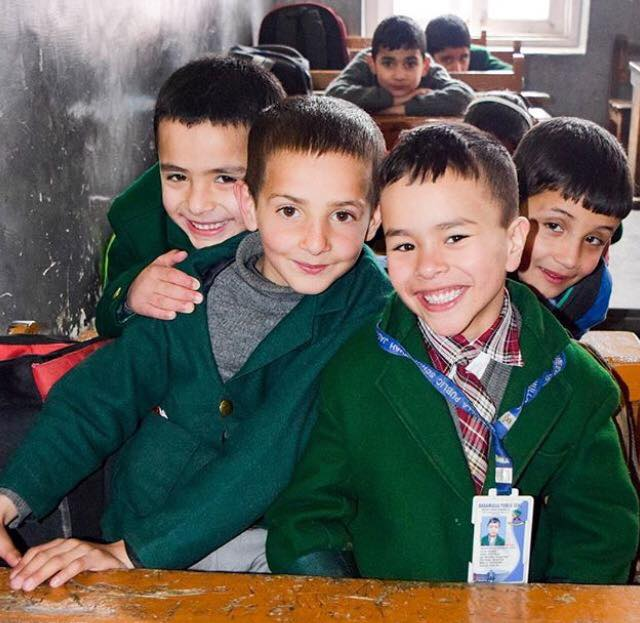
Écoliers cachemiris dans la ville de Baramulla.

Avec une peau claire et un nez « proéminent », les britanniques ont souvent vanté le physique des cachemiris pendant la colonisation,,. Selon le voyageur François Bernier, les cachemiris étaient connus pour leurs apparences qui répondaient aux canons de beauté des européens. Il nota que les moghols choisissaient leurs femmes et leurs concubines au Cachemire pour avoir des enfants « au teint plus clair que les indiens »,. Marco Polo retenu la beauté des femmes cachemiries. Selon Alex Drace-Francis, la ressemblance entre les cachemiris, les français ou encore les circassiens est frappante.
En 2011, un sondage Gilani Research Foundation/Gallup Pakistan établit que 26 pour-cent des pakistanais considéraient les cachemiris comme étant l'ethnie avec le meilleur physique.

### Krams
Les hindous sont majoritairement des brahmanes de la macro-communauté des Saraswat (en) (incluant de nombreuses castes de brahmanes du nord-ouest de l'Inde et de la côte ouest indienne, qui seraient apparentées) et sont connus sous l'appellation de Pandit. Leurs noms, kram, désignent la profession exercée par leurs ancêtres. Parmi ces noms se trouve Hakim, Kaul, Dhar/Dar, Raina et Teng. L'usage des kram, qui n'est pas limité aux brahmanes ou aux hindous, est aussi hérité chez la majeure partie de la population cachemirie musulmane, soulignant la filiation partagée entre les différentes communautés religieuses. Le kram a ainsi une fonction de nom de famille proprement cachemirien.

## Diaspora

### Pakistan
Les Cachemiris ont quitté leurs terres natales avec les politiques discriminatoires dans la vallée, le recensement de 1911 reporta que la population des cachemiris de confession musulmane est estimée à 206 180. Dans le Sindh, des cachemiris se sont installés à Karachi, parmi les communautés dites de l'Azad Cachemire. Dans les années 1990, 35 000 cachemiris ont migré du territoire cachemiri contrôlé par l'Inde vers la zone pakistanaise de l'Azad Cachemire.

### Royaume-Uni
Il y a environ 500 familles cachemiries au Royaume-Uni. Lors d'une visite du premier ministre indien à Londres, une manifestation a eu lieu contre la politique de Delhi vis-à-vis du Cachemire, réunissant la diaspora pakistanaise et cachemirie.